# Серено-Завод
Серено-Завод — село в Козельском районе Калужской области, Россия. Входит в состав сельского поселения «Село Нижние Прыски».
Расположено на правом берегу реки Серёна, на противоположном берегу — деревня Маслово, к югу от Серено-Завода — деревня Городец.

## История
Село возникло как посёлок при молотовом заводе, основанном купцом Петром Баташевым в 1756 году. К 1780 году завод закрылся, но его название сохранилось в названии села.
Ансамбль посёлка Серенского завода и плотина внесены в реестр объектов культурного наследия народов России.

## Население
| 2002 | 2010 |
| ---- | ---- |
| 20   | ↘12  |

### Уроженцы
- Медведев, Алексей Васильевич (1884—1937) — советский государственный, партийный и профсоюзный деятель.
- Медведев, Иван Михайлович (1897—1967) — депутат Верховного Совета РСФСР, и. о. первого секретаря Свердловского обкома ВКП(б), директор Московского зоотехнического института.